# Ypthima balianus
Ypthima balianus är en fjärilsart som beskrevs av Martin 1929. Ypthima balianus ingår i släktet Ypthima och familjen praktfjärilar. Inga underarter finns listade i Catalogue of Life.